# Tiefenort
Tiefenort ist ein Ortsteil der Stadt Bad Salzungen im Wartburgkreis in Thüringen.

## Geografie
Der Ort liegt an der Werra zwischen den nördlichen Ausläufern der Rhön und dem westlichen Teil des Thüringer Waldes.

### Berge
Die markanteste Erhebung in der Gemarkung von Tiefenort ist der Krayenberg. Weitere Erhebungen sind der Seebigsrain, der Aussichtspunkt Schau ins Land, der Sperlingsberg und der Lichtberg.

### Ehemalige Gemeindegliederung

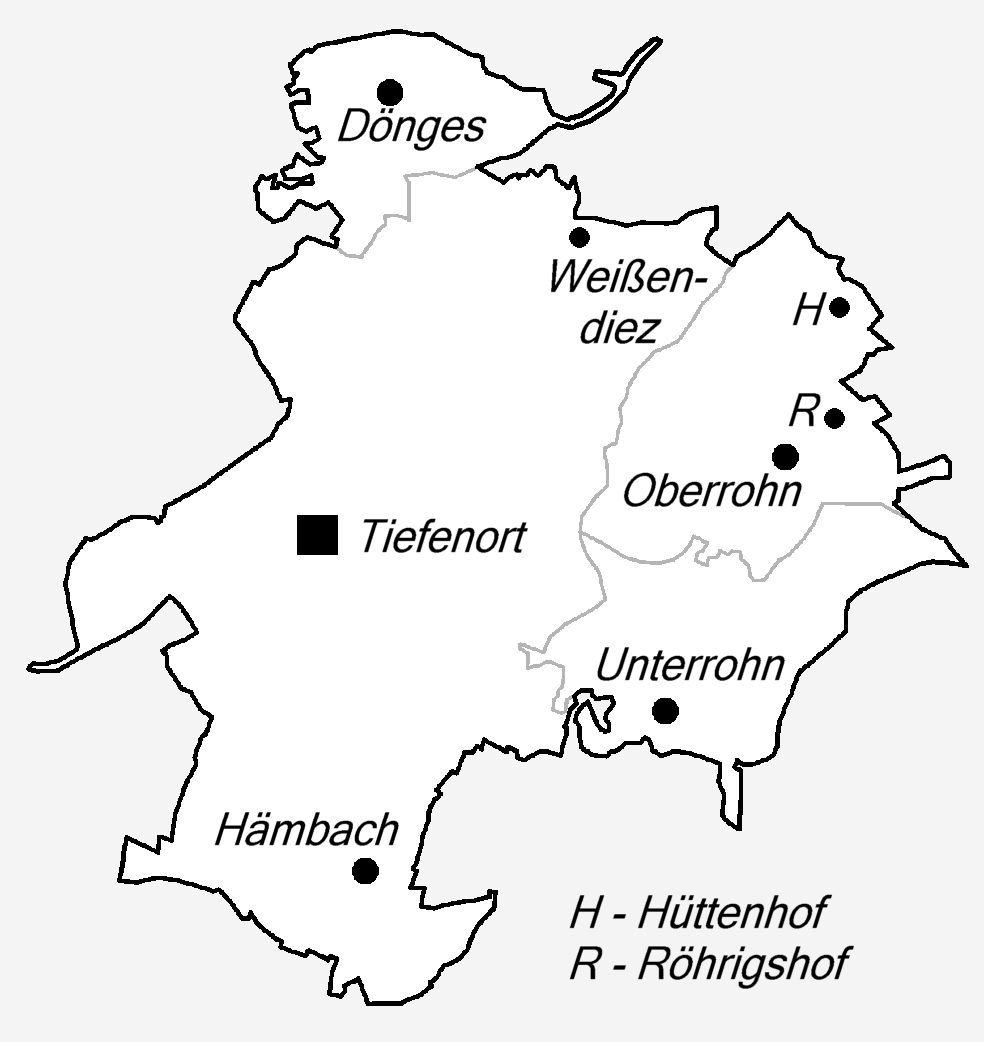
Ehemalige Gemeindegliederung

Die Gemeinde bestand seit 1994 aus sechs Ortsteilen, diese waren:
- Tiefenort (als Hauptort)
- Dönges
- Hämbach
- Oberrohn mit den Siedlungen Hüttenhof und Röhrigshof
- Unterrohn (Lage)
- Weißendiez (Lage)

## Politik
Zur erfüllenden Gemeinde Tiefenort gehörte die Gemeinde Frauensee.

### Ehemaliger Gemeinderat
Der Gemeinderat aus Tiefenort setzte sich zuletzt aus 16 Ratsleuten zusammen.
- CDU 7 Sitze
- Freie Wähler Tiefenort 3 Sitze
- Bürger pro Tiefenort 6 Sitze

(Stand: Kommunalwahl am 25. Mai 2014)

### Bürgermeister
Als hauptamtlicher Bürgermeister amtierte Hans-Georg Hüther von 1990 bis 2012 über mehrere Amtsperioden. Bei den Kommunalwahlen in Thüringen 2012 wurde Ralf Rubisch von den „Bürgern pro Tiefenort“ in der Stichwahl mit 1191 Stimmen (53,3 %) zum neuen Bürgermeister gewählt und setzte sich damit gegen Christine Thiel (CDU) durch. Bei den Kommunalwahlen in Thüringen 2019 traten Christine Thiel (CDU), Annett Schlotzhauer und Karsten Dietrich (DIE LINKE) für das Amt des Ortsteilbürgermeisters an. Thiel setzte sich in der Stichwahl gegen Schlotzhauer mit 516 Stimmen (51,2 %) durch und wurde somit neue Ortsteilbürgermeisterin von Tiefenort.

### Partnerschaften
Partnerschaften pflegte die Gemeinde seit dem 3. Oktober 1990 mit Rheinböllen in Rheinland-Pfalz, Mühlheim am Main und Schenklengsfeld in Hessen.

## Geschichte

### Ur- und Frühgeschichte
Das Tiefenorter Gebiet im Werratal und am Nordrand der Rhön wurde schon früh als Siedlungsraum erschlossen, was auch durch Grabungen und Bodenfunde bestätigt wurde (Gräberfeld bei Leimbach, Wallburg Schlösschen). Beim Bau der Feldabahn war man schon 1885 auf die ersten Reste von Urnen mit Leichenbrand, andernorts auch Gebrauchsgeschirr und Töpfe sowie Steinsetzungen gestoßen. Ein aus Feuerstein gefertigter Dolch wurde am Tröpfchensborn aus dem Boden gehoben.

### Ersterwähnung
Die Ersterwähnung von Tiefenort erfolgte in der Schreibweise Dieffeshart in einer hennebergischen Urkunde vom 13. September 1137. Die Bedeutung des Ortsnamens ergibt sich aus dem Grundwort Hardt, das besonders auch in Mittelhessen Orte auf bewaldeten Abhängen am Rande von Flussauen bezeichnete, das mittelhochdeutsche Bestimmungswort tief (Tyfenhardt, 1280 im Urkundenbuch des Klosters Frauensee), bedeutet, dass der Ort besonders weit unten am Abhang lag. Dazu passt, dass der Ort 1330 eine Brücke bezeichnete (Item villam Vockinrode cum omnibus suis attininencys et prata usque ad pontem Tyffinhart. (sinngemäß: der Hof Vockinrode mit all seinen Nebenanlagen und Wiesen bis zur Tyffinhartbrücke)). 

### Mittelalter
Die auf dem markanten Krayenberg erbaute Burganlage der Krayenburg, heute nur noch als Ruine zu besichtigen, gehörte ursprünglich dem Kloster Hersfeld und wurde von einem im Werratal beheimateten Grafengeschlecht, den Herren von Frankenstein bewohnt und verwaltet. Bemerkenswert sind die hohe Qualität der Mauerstrukturen am Palasrest. Sogar in der Reichsgeschichte fand diese Burg Erwähnung, als Asylort stand sie unter besonderem Schutz. Der Sage nach weilte hier auch Margaretha von Staufen, die vor ihrem Gemahl, dem Thüringer Landgrafen 1270 von der Wartburg floh, einige Tage in der Festung. Die Krayenburg und die zugehörigen Dörfer des Amtes Krayenberg, zu denen auch Tiefenort gehörte, gelangten am 13. Januar 1407 an die inzwischen von den Wettinern gestellten Thüringer Landgrafen, die bereits als Schutzvögte des Klosters Hersfeld die weltliche Macht in Händen hielten. Die Burg war zu dieser Zeit bereits militärisch weitgehend bedeutungslos geworden und wurde nun in rascher Folge verpfändet. Eine große kulturelle Bedeutung hatte zu dieser Zeit bereits das nur 5 km entfernte Kloster Frauensee erworben. Bis in das 14. Jahrhundert waren in der Umgebung des Zisterzienser-Nonnenklosters zahlreiche Siedlungsplätze angelegt worden, auch war zu dieser Zeit mit der Trockenlegung des östlich angrenzenden Moorgrundes begonnen worden, die Höfe und Siedlungen Hüttenhof, Oberrohn, Weissendiez, Dönges, Albertshof und andere entstanden in dieser Zeit als Ausbausiedlungen.

### Frühe Neuzeit
Während des ersten Viertels des 16. Jahrhunderts hatte die Notlage der bäuerlichen Bevölkerung auch im Amtsgebiet der Krayenburg zur Teilnahme am Bauernkrieg von 1525 geführt. Hierbei wurde das Kloster Frauensee und andere Orte um Tiefenort von den im Werratal operierenden Bauernhaufen angegriffen und geplündert. Zu Ostern 1525 zog man sogar vor die Stadttore von Salzungen ohne jedoch in die Salzsiederstadt eindringen zu können.

### Neuzeit
Nach dem Bauernkrieg führte die Reformation zum Übertritt der Tiefenorter Bevölkerung zum lutherischen Glauben. In der Krayenburg hatte zu dieser Zeit der letzte Graf von Beichlingen seinen Wohnsitz bezogen, er verstarb 1567 in Tiefenort.
Schwere Verwüstungen und unbeschreibliches Leid brachte der Dreißigjährige Krieg. In Tiefenort verzeichnet die Chronik einen starken Bevölkerungsrückgang als Folge von Krieg und Pest, 1648 lebten im Ort nur noch 68 Familien und 20 ledige Witwen. Der Neuaufbau des Ortes ging einher mit der Aufgabe und schrittweisen Zerstörung der Krayenburg, zahlreiche Gebäude im historischen Ortskern sind aus den Resten der Burg entstanden. Tiefenort blieb bis zum Ende des 19. Jahrhunderts ein bäuerlich geprägtes Dorf. 1782 besuchte Johann Wolfgang von Goethe den Ort und fertigte auch eine Zeichnung der Burgruine an.
1879 wurden, basierend auf der Volkszählung von 1875 statistische Angaben zum Ort, inzwischen zum Großherzogtum Sachsen-Weimar-Eisenach gehörend, publiziert. Tiefenort hatte in diesem Jahr 253 Wohnhäuser mit 1367 Einwohnern. Die Größe der Flur betrug 1624,7 ha davon Höfe und Gärten 19 ha, Wiesen 353,4 ha, Ackerfläche 806,4 ha. Wald 314,4 ha, Teiche, Bäche und Flüsse 44,4 ha, auf Wege, Triften, Ödland und Obstbauplantagen entfielen 87,05 ha. Das Dorf hatte einen Viehbestand von 63 Pferden, 600 Rindern, 1807 Schafen, 38 Ziegen und 298 Schweinen.

### Gegenwart
Seit etwa 2002 steht der Ort unter besonderer Beobachtung der Bergaufsichtsbehörde. Da ein am Ortsrand aufgebrochener Erdfall (Lage) die Sicherheit der dort lebenden Einwohner dauerhaft bedroht, musste im Februar 2010 die weitere Nutzung einiger Wohnhäuser aus Sicherheitsgründen untersagt werden.
Am 6. Juli 2018 wurde Tiefenort in die Stadt Bad Salzungen eingegliedert.

### Einwohnerentwicklung
Entwicklung der Einwohnerzahl:
| - 1994: 4232 - 1995: 4238 - 1996: 4260 - 1997: 4299 - 1998: 4321 - 1999: 4342 | - 2000: 4353 - 2001: 4336 - 2002: 4310 - 2003: 4290 - 2004: 4272 - 2005: 4230 | - 2006: 4194 - 2007: 4178 - 2008: 4161 - 2009: 4144 - 2010: 4111 - 2011: 4052 | - 2012: 4026 - 2013: 3960 - 2014: 3969 - 2015: 3902 - 2016: 3869 - 2017: 3825 |

 Datenquelle: von 1994 bis 2017 Thüringer Landesamt für Statistik – Werte vom 31. Dezember

## Kultur und Sehenswürdigkeiten

### Krayenburg
Die Krayenburg wurde 1155 erstmals als „castrum“ des Klosters Hersfeld erwähnt. Die Besitzer der Burg waren die Herren von Frankenstein, welche die Burg als Lehen innehatte und sie weiter ausbauten. Die Burganlage wurde zu einer der bedeutendsten romanischen Festungsanlagen im mittleren Werratal ausgebaut, davon zeugen noch die beachtlichen Reste der Befestigungen.

### Kirchen
Das erste, als Peterskirche bezeichnete Gotteshaus in Tiefenort soll um 1521 im gotischen Stil erbaut worden sein, zuvor soll von den Gläubigen eine Kapelle auf oder bei der Krayenburg genutzt worden sein. Während des Dreißigjährigen Krieges wurde die Kirche zerstört und rasch ein Ersatzbau an gleicher Stelle errichtet. Die Kirchenchronik nennt für 1776 weitere Umbauten im Innern und bericht von einem letzten Umbau im Jahr 1891.

### Gedenkstätten
- Auf dem Ortsfriedhof erinnert ein Gräberfeld mit Denkmal an 25 sowjetische und sechs polnische Zwangsarbeiter(innen) sowie deren beide Kinder, die im Zweiten Weltkrieg nach Deutschland verschleppt und Opfer von Zwangsarbeit wurden. Außerdem ruhen dort sieben Soldaten der Roten Armee.
- Der Zeppelinstein in der Flur auf der Wacht bei Tiefenort erinnert an die Notlandung und das Ende des Marine-Luftschiffs L 55 am 20. Oktober 1917.
- Das Erbbegräbnis der Gutsbesitzerfamilie von Oberrohn liegt durch jahrzehntelangen Verfall in Trümmern.
- Am alten Fahrweg nach Weißendiez trifft man auf die Gerichts-Eiche und das von der Gemeinde betreute Grab einer Zigeunerfamilie. Der Standort der Eiche wurde erstmals 1137 als Thing- und Richtstätte erwähnt. Die jetzt dort vorhandene Stieleiche ist etwa 500 Jahre alt und wurde 1957 als Naturdenkmal ausgewiesen.[11]

### Regelmäßige Veranstaltungen
- Die wichtigste regelmäßige Veranstaltung im Ort ist die alljährlich im Oktober stattfindende Kirmes.
- Für die westthüringische Country-Musik-Szene ist der Steinbruch am Weg nach Weißendiez ein wichtiger Treffpunkt.

### Naturdenkmäler
- Dicke Eiche mit einem Brusthöhenumfang von 6,65 m (2016).[12]

## Sport
Der Ortsteil ist Heimat des BSG Kali Werra Tiefenort, welcher seiner Heimspiele im Waldstadion im Kaffeetälchen austrägt. In der DDR spielte man 21 Spielzeiten in der zweitklassigen DDR-Liga vor teilweise über 8.000 Zuschauern. Heute ist die Anlage ein beliebtes Ziel von Groundhoppern die teilweise aus dem Ausland kommen und die Bekanntheit des Ortes erhöhten.

## Wirtschaft und Infrastruktur
Die Kaliindustrie ist seit der Jahrhundertwende der wichtigste Arbeitgeber, obertägig erhalten blieben Teile der Bergwerks- und Fördertechnik der Schachtanlage von Merkers sowie eine markante Abraumhalde am Hämbacher Kreuz. Das Kalk- und Zementwerk Oberrohn war ein bedeutender Baustoffproduzent in der DDR-Zeit. Heute besitzt das Gewerbegebiet Am Hämbacher Kreuz mit seinen Großmärkten eine wichtige Versorgungsaufgabe für den Wirtschaftsraum Bad Salzungen.

### Gewerbegebiete
Das Gewerbegebiet Am Hämbacher Kreuz befindet sich am nördlichen Ortsrand von Hämbach. Es verfügt über eine Gesamtfläche von 8,2 ha (Stand 2009).

### Verkehr
Durch Hämbach verläuft die stark frequentierte Bundesstraße 62 im Abschnitt Bad Salzungen–Dorndorf–Vacha.
Tiefenort liegt an der teilweise stillgelegten Bahnstrecke Bad Salzungen–Vacha. Die Ortsteile Ober- und Unterrohn liegen an der Bahnstrecke Eisenach-Bad Salzungen-Meiningen mit einem Haltepunkt der Süd-Thüringen-Bahn in Oberrohn.
Buslinien des Verkehrsunternehmen Wartburgmobil verbinden den Ort mit Eisenach, Geisa, Vacha und Bad Salzungen.

## Söhne und Töchter des Ortes
- Johann Melchior Molter (1696–1765), Komponist und Kapellmeister
- Edgar Most (1940–2015), letzter Vizepräsident der Staatsbank der DDR und Mitarbeiter des Beraterkreises der Bundesregierung für den Aufbau Ost
- Julius Mugler (1872–1933), kaiserlicher Marine-Oberbaurat und Maschinenbau-Betriebsdirektor
- Heinrich Christian Theodor Reussing (1767–1846), Mediziner
- Hermann Storch (1908–1988), Ehrenbürger von Tiefenort